# Pokolj u Poljanku 7. studenoga 1991.
Pokolj u Poljanku je ratni zločin kojeg su počinili srpski odmetnici Hrvatima iz tog sela, u svrhu etničkog čišćenja tog kraja od hrvatskog stanovništva. Pokolj je počinjen 7. studenog 1991., kada su pobunjeni Srbi ubili 10 Hrvata, a njihovu imovinu opljačkali.
Počinitelji su hrvatski Srbi iz sela Mukinje, Plitvica, Krbave, Svračkova sela, Plitvica sela, sve u općini Korenica.
Mjesto Poljanak se nalazi u općini Korenica. Nalazi se na 517 m nadmorske visine, na 44° 55' 17" sj. zemljopisne širine i 15° 35' 45" istočne zemljopisne dužine. 

## Tijek događaja
Za taj su ratni zločin 1994. godine, presudom Županijskog suda u Gospiću, u odsutnosti osuđena osmorica Srba, pripadnika četničkih formacija i milicije t.zv. "SAO Krajine", zbog kršenja Dopunskog protokola Ženevske konvencije od 12. kolovoza 1949. g. i zaštiti žrtava međunarodnih oružanih sukoba u vrijeme oružanog sukoba, u ovom slučaju. 

Prije početka razaranja, u Poljanak su dolazili mjesni srpski odmetnici odjeveni u odore bivše JNA, i to naoružani. Među njima su bili i kasniji osuđenici za ratni zločin, koji su se onda predstavljali kao "čuvari sela". 

Dvije skupine maskiranih srpskih odmetnika su 7. studenog oko 12 sati ušli u Poljanke, etnički čisto hrvatsko selo.

Oko 10 sati ušli su u selo Vukoviće gdje su ubili 8 Hrvata, a poslije su ušli u selo Poljanak oko 12 sati, gdje su ubili još dvojicu Hrvata i etnički očistili hrvatsko selo.
Izveli su iz kuća sve Hrvate koji su tada ostali u selu te ih strijeljali iz automatskih pušaka.

Ubili su šest osoba, prvo njih četvero, a potom još dvoje. Jedna od žrtava je ubijena bombom.

Srpski odmetnici su tog dana su opljačkali poljanačke kuće, odnijevši novac, zlatninu, tehničke stvari, vrijedne predmete, a potom su kuće zapalili, s očitom namjerom da se mjesni Hrvati nikad više ne vrate u Vukoviće i Poljanak.

Srpski odmetnici su napustili selo oko 15 sati.
Preživjeli Hrvati (uglavnom žene) su krenuli u izvlačenje prema Slunju i potom prema Cazinu u BiH. Tijela ubijenih nisu nađena do danas (stanje 7. studenoga 2014.) osim Ivana Vukovića i Nikole Vukovića kojima su tijela našli u dvorištu kuće uz cestu. Sveukupno je te jeseni na užem području tog kraja ubijeno oko 18 civila i trojica hrvatskih policajaca.
Ubijeni su:
1) Vjekoslav Vuković r. 1939., ubijen 07.11.1991.
2) Dane Vuković Matin,1911, ubijen 07.11.1991.
3) Lucija Vuković Matina, 1923., ubijena 07.11.1991.
4) Milka Vuković Matina, r. 1926., ubijena 07.11.1991.
5) Nikola Vuković sin Mile, r. 1926, ubijen 07.11.1991.
6) Joso Matovina, sin Nikolin, r.1940., ubijen 07.11.1991.
7) Nikola Matovina rođen 1912. ubijen 07.11.1991.
8) Dane Vuković Poldin, r. 1917., ubijen 07.11.1991. 
9) Ivan Vuković (Mile) 15.05. 1934..ubijen 07.11.1991
10) Nikola Vuković (Ivana) 27.12. 1938..ubijen 07.11.1991
Vjekoslava, Danu (Matina), Luciju, Milku i Nikolu Vukovića, Josu i Nikolu Matovinu te Danu (Poldina) Vukovića četnici su 7. studenoga 1991. godine ubili u zaseoku Vukovićima kod sela Poljanka između Plitvičkih jezera i Saborskog.
Jedni koji je preživio taj pokolj od 7. studenoga 1991. godine bio je momak koji je onda imao 16 godina. U pokolju mu je ubijen otac.
Još desetak mještana, uglavnom prezimena Sertić, stradalo je u naselju Sertić Poljane, a šumara Vjekoslava Vukovića su četnici u Poljanku rezali motornom pilom.

## Sankcije
Jedini preživjeli svjedok pokolja u Vukovićima svjedočio je da za neke od počinitelja zna da žive u Hrvatskoj, a svojedobno je svjedočio i na Haaškom tribunalu. Počinitelji su i dalje na slobodi (stanje 9. studenoga 2012.). Krajem 1992. pod prijetnjom smrti, jer je trebao biti ubijen kao jedini svjedok zločina u Vukovićima, svjedok je izjavio da su tad za njega imena počinitelja zaboravljena.
Predstavnici Županije nisu nikada bili na godišnjici ovoga zločina.

## Vanjske poveznice
- Centar za nenasilje Osijek  Arhivirana inačica izvorne stranice od 3. travnja 2012. (Wayback Machine) Zločin u selu Poljanak
- Optužnica protiv Milana Babića
- Presuda Milanu Babiću
- SENSE agencija MKSBJ  Arhivirana inačica izvorne stranice od 8. listopada 2007. (Wayback Machine) Završni argumenti tužiteljstva protiv Milana Martića

- Poljanak na falingrain.com
- [neaktivna poveznica] Dani kad su gorjeli Gacka dolina i Kapela, Vjesnik 31. listopada i 1. studenoga 2002.